# Танис
Танис (ст.ег. Ђанет, ст.гр. Τάνις, арап. الحجر صان Ṣān al-Ḥaǧar) био је староегипатски град у североисточном делу Делте Нила. Откриће краљевских гробова било је основ за хипотезу да је Танис основан као „северна Теба“. 
| D · a | n · t · Z1 | mw · N36 | N21 · niwt | \| \| | или | D · a | , |
|       |            |          |            |       |     |       |   |

|  |

Танис је грчка верзија имена Ђанет (коп. Ђан). Налази се на некадашњем рукавцу Нила кога је одавно прекрио речни нанос. Археолошка налазишта се налазе на југоистоку данашњег села Сан ал Хагар. 
Танис је основан у време касне 12. династије. Најранији налази потичу из доба касних Рамзеса (око 1150. године п. н. е.). Град је постао северна престоница Египта у време 21. династије. У њему је рођен фараон Смендес, оснивач 21. династије. За време 22. династије Танис је остао политичка престоница, иако су се појављивале ривалске династије на другим местима у Горњем Египту. Танис је био важан трговачки и стратешки град до 6. века п. н. е., када је језеро Манзала запретило граду, па је он напуштен. Избеглице из Таниса основале су оближњи град Тенис. 
У Танису су пронађени бројни храмови, од којих је главни посвећен богу Амону. Ту је и веома значајно гробље фараона из трећег прелазног периода. Камен којим су грађени храмови у Танису донесен је из Пер-Рамзеса, што је стварало конфузију код старијих генерација египтолога. Гробнице три фараона из 21. и 22. династије пронађене су нетакнуте у Танису. То су гробнице Псусенеса I, Аменемопеа и Шошенка II. Открио их је 1939. и 1940. Пјер Монте (Pierre Montet). У њима је пронађен велики број предмета од злата и драгог камења, укључујући посмртне маске фараона.
Главна божанства Таниса била су: Амон, његова партнерка Мут, и њихов син Консу. Ова тријада богова је доминирала и у Теби, па се стога Танис сматра „северном Тебом“. 
Египатско министарство културе је 2009. саопштило да је у храму богиње Мут пронађено свето језеро. Језеро је окружено блоковима кречњака и има димензије 15 са 12 m. Налази се 12 m испод земље и у добром је стању. Прво свето језеро у Танису откривено је 1928. 